# Waaijenberg

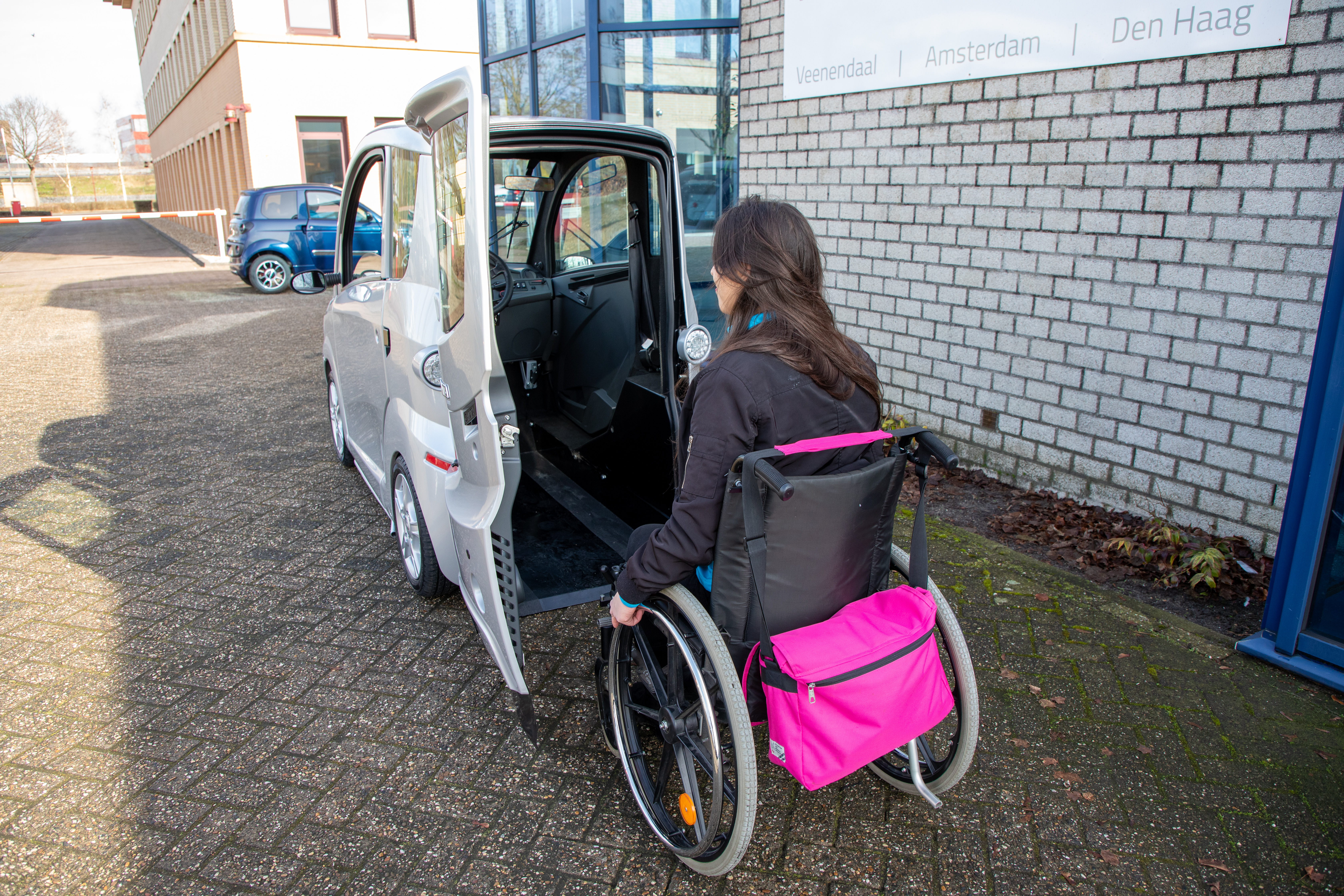
Inrij Canta para transportar pessoas em cadeira de rodas.

Waaijenberg (pronunciado [ʋɑjøʏnbɛrɣ]) é uma construtora neerlandesa de microcarros. Foi fundada em 1958, e sua sede está localizada na cidade de Veenendaal na província de Utreque. A empresa desenvolveu nos anos noventa um veículo adaptado para o uso por deficientes físicos com cadeira de roda. Em 1995 começou ser produzido em série. O veículo (Canta) pode ser utilizado sem sair da cadeira de roda.

## História
A empresa foi fundada em 1958 pelo reparador de bicicletas Wout Waaijenberg como uma empresa de importação de veículos. A empresa importou inicialmente o triciclo britânico Reliant Robin. Aproximadamente vinte anos depois, em 1978, Waaijenberg importou o carro para uma pessoa Arola da França, um veículo destinado para o transporte de pessoas deficientes.
Na década de 1990, Dick Waaijenberg, o filho do fundador, assumiu o controle da empresa. Em 1995 foi lançado o Canta, veículo voltado para o público com deficiência, produzido pela Waaijenberg.
Os microcarros de Waaijenberg têm uma velocidade limitada de 45 km/h e, portanto, não podem ser conduzidos em vias expressas e rodovias. Pela lei holandesa, os motoristas dos Canta não precisam de uma carteira de motorista.
Desde do lançamento do Canta até o ano de 2014 foram produzidos mais de 4 300 unidades.
Em 2017, a Waaijenberg lançou uma versão elétrica de seu microcarro.

## Modelos

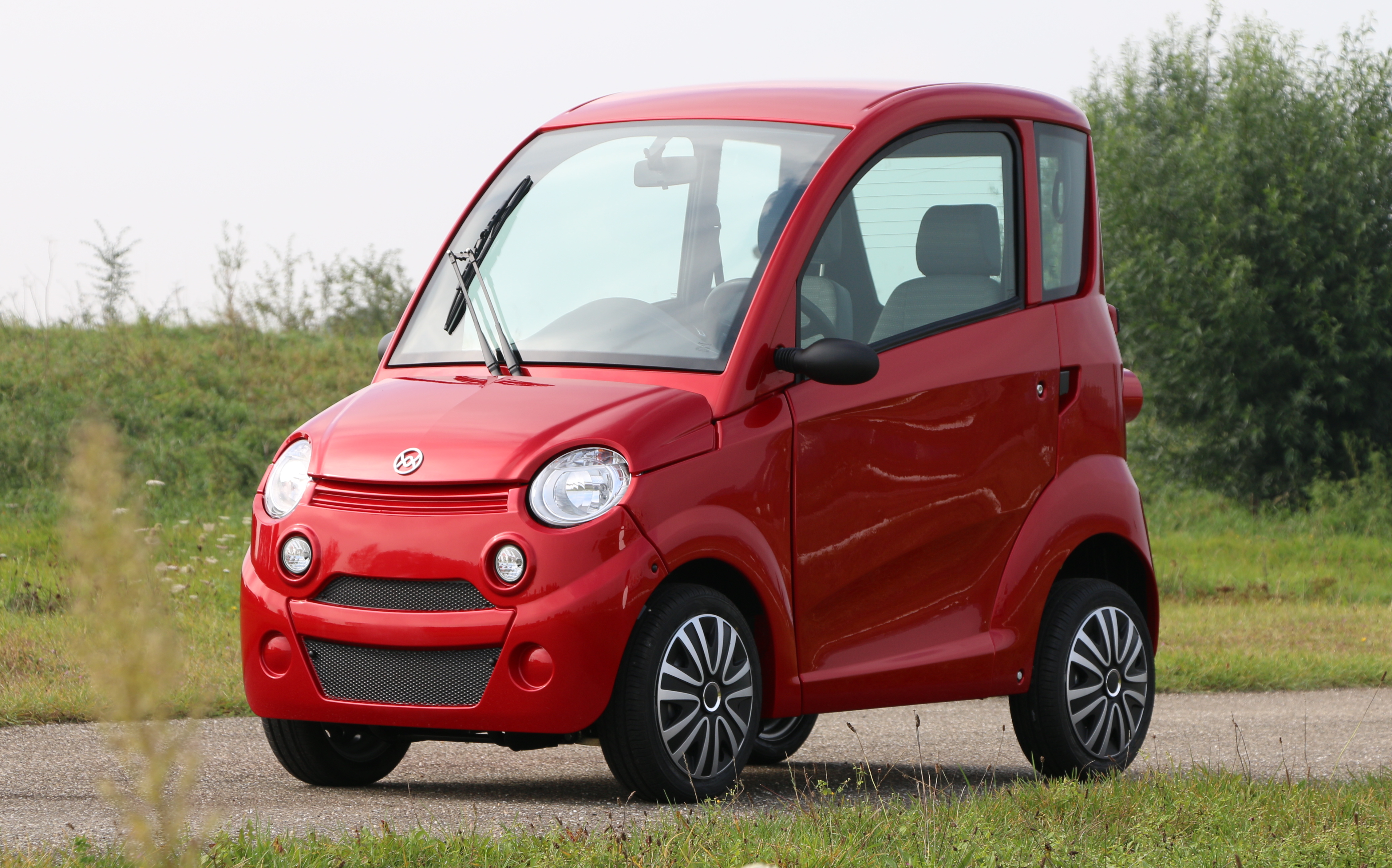
Canta Premium

- Canta
- Inrij Canta
- JDM[4]
- Dué[5]
- Chatenet[5]
- Ligier
- Aixam
- Aixam Mega[6]
- Premium[7]
- E-Premium (elétrico)[3][8]